# Gorgo (Sparta)
Gorgo (Grieks: Γοργώ) (Sparta, ca. 508 v.Chr. - aldaar, ca. 480 v.Chr.) was de dochter en het enige kind van Cleomenes I van Sparta, koning van Sparta (regeringsperiode 520-490 v.Chr) tijdens de 6de en de 5de eeuw voor Christus. Ze was de echtgenote van koning Leonidas I, Cleomenes' half-broer. Haar man vocht en stierf in de Slag bij Thermopylae. Gorgo is een van de zeer weinige vrouwelijke historische figuren die met naam en toenaam genoemd wordt door Herodotus. Zij valt op door haar politieke inzicht en wijsheid. Zij is uniek omdat zij eerst de dochter van een koning van Sparta, dan de vrouw van een andere koning van Sparta, en ten slotte de moeder van een derde koning van Sparta is. Haar geboortedatum is niet zeker, maar het is bijna zeker dat dit tussen 510 en 506 voor Christus moet zijn geweest, dit op basis van de datering door Herodotus (Historiën, 5:51).

## Familieachtergrond
Haar vader Kleomenes (of Cleomenes) was de oudste zoon van de vorige Agiadische koning, Anaxandridas II, en volgde zijn vader op na diens dood. Hij had echter drie halfbroers, van wie de tweede, Dorieus, hem serieuze problemen bereidde. De andere twee halfbroers waren Leonidas I en Cleombrotus. Alle vier waren zij zonen van Anaxandridas II, een van de twee dubbelkoningen van Sparta uit het Agiadische huis.
Volgens een versie (Herodotus' historiën, 5-4), was Gorgo's grootvader Anaxandridas II al enige tijd getrouwd zonder dat er kinderen geboren werden, en werd hij geadviseerd om te hertrouwen. In plaats van te scheiden van zijn eerste vrouw nam hij een tweede vrouw erbij. Zijn tweede vrouw baarde vervolgens Cleomenes I van Sparta, die dus zijn oudste zoon werd, maar zijn eerste vrouw raakte vervolgens ook zwanger, en werd uiteindelijk moeder van drie zonen, waaronder dus Leonidas I. Opgemerkt dient te worden dat bovenstaande versie van de geschiedenis niet wordt ondersteund door andere bronnen. Het lijkt echter wel zeker dat Cleomenes een andere moeder had dan zijn drie halfbroers, wat in de praktijk tot spanningen leidde tussen de oudste zoon en zijn halfbroers, die pas werd opgelost door de dood (al of niet als gevolg van moord) en de opvolging door Leonidas I (zowel zijn half-broer als zijn schoonzoon).
De personalia van Gorgo's moeder zijn onbekend, maar ze was bijna zeker een Spartaanse van geboorte. Zowel Xenophon als Plutarchus (in zijn leven van Lycurgus, de wetgever voor Sparta) vermelden dat de Spartaanse maatschappij zeer gehecht was aan de puurheid van de Spartaanse elite. Huwelijken met niet Spartanen of met Heloten en anderen waren uitgesloten.
Over Gorgo haar jeugd is weinig bekend, maar ze was waarschijnlijk op dezelfde manier opgevoed als andere Spartaanse meisjes van adellijke familie. Dat betekende dat er veel aan sport werd gedaan om het lichaam te sterken. Volgens Herodotus' historiën, adviseerde zij haar vader Cleomenes op de jeugdige leeftijd van acht of negen jaar om geen vertrouwen te stellen in Aristagoras van Milete, een buitenlandse diplomaat die Cleomenes wilde overhalen om een geplande Ionische Opstand tegen de Perzen te ondersteunen. "Vader, U kunt deze man beter wegsturen of de vreemdeling zal U corrumperen". Cleomenes volgde haar advies.
Haar vader stierf onder mysterieuze omstandigheden, waarschijnlijk vermoord door zijn twee overgebleven half-broers. Hij werd beschouwd als krankzinnig, mogelijk gedeeltelijk vanwege zijn toegenomen interesse in de wereld buiten Sparta (een interesse die steeds minder gedeeld werd door andere Spartanen die de regels van Lycurgus naar de letter opvolgden). Zijn "geestesziekte" verhinderde hem niet om tot koning te worden, maar was mogelijk wel een oorzaak van zijn val.

## Huwelijk en regering
Na Cleomenes' dood werd Gorgo, zijn enige kind, zijn enige erfgename. Ze was toen blijkbaar al getrouwd in de late jaren 490 v.Chr. (in haar vroege tienerjaren) met haar half-oom Leonidas I. Leonidas en Gorgo hadden ten minste één kind, een zoon, Pleistarchus, mede-koning van Sparta van 480 v.Chr tot aan zijn dood in 459 v.Chr/458 v.Chr..
Gorgo's belangrijke rol kwam tijdens de nasleep van de Slag bij Thermopylae (480 v.Chr), toen haar man Leonidas I, samen met 300 Spartanen en vele andere Grieken na een heroïsche strijd, sneuvelde. Volgens Herodotus' historiën, arriveerde er een bericht van Demaratus van Sparta in Sparta ruim voor de Slag bij Thermopylae, het was een waarschuwing dat er een invasie in Griekenland zou plaatsvinden door Xerxes. Om zichzelf niet te compromitteren en ook om de vijandelijke linies zonder argwaan te kunnen passeren, had Demaratus dit bericht op een houten tablet geschreven dat vervolgens bedekt was met onbeschreven was, op de plaats waar normaal de boodschap staat. De Spartaanse generaals wisten niet wat zij met het schijnbaar lege, met was bedekte houten tablet aan moesten. Het was Koningin Gorgo die hen adviseerde om de was van de tablet te verwijderen.
Volgens Plutarchus vroeg zij haar man, vóór de Slag bij Thermopylae, in de wetenschap dat haar mans dood in de strijd onvermijdelijk was, wat zij moest doen na zijn dood. Leonidas' antwoordde daarop "trouwen met een goede man, die je goed behandelt, schenk hem kinderen, en leef een goed leven."

## Kinderen
Ze had ten minste één zoon van Leonidas I, Pleistarchus, mede-koning van Sparta van 480 v.Chr. tot aan zijn dood in 458 v.Chr..
Haar zoon was ten tijde van de dood van zijn vader minderjarig, omdat eerst zijn oom Cleombrotus (gestorven 480 v.Chr.) en vervolgens zijn neef en erfgenaam Pausanias (van 480-479 v.Chr.) als zijn regent optrad. Het was Pausanias die de architect was van de nipte Griekse overwinning in de Slag bij Plataeae (479 v.Chr.). Toen Pausanias in Sparta werd beschuldigd van verraad, regeerde Gorgo's zoon Pleistarchus alleen van 478 v.Chr. tot zijn dood in 459/458 v. Chr.

## Positie in de geschiedenisboeken
Ze wordt ten minste drie keer door Herodotus (in zijn historiën) en ten minste één keer door Plutarchus genoemd. Herodotus noemt haar twee keer in de context van politieke interacties, waar zij bij aanwezig is en advies geeft aan de koning of de raad van oudsten. Dit geeft aan dat de daden van Gorgo door Herodotus opmerkelijk werden geacht.
Plutarchus citeert Koningin Gorgo als volgt:
"Toen haar door een vrouw uit Attica werd gevraagd, 'Waarom zijn jullie Spartaanse vrouwen de enigen die over hun mannen kunnen heersen?", antwoordde ze: "Omdat wij ook de enigen zijn die het leven schenken aan echte mannen." Een andere versie luidt als volgt "... een zekere buitenlandse dame vertelde haar, naar het schijnt, dat de vrouwen van Lacedaemon de enige vrouwen in de wereld waren die over mannen konden heersen; "Dat is om een goede reden,", zei ze, "want wij zijn de enige vrouwen die mannen het leven schenken." (Plutarchus' levens: Lycurgus)

## Boeken
- Blundell, Sue. Women in Ancient Greece (Vrouwen in het oude Griekenland). British Museum Press, London, 1995.
- Sealey, Raphel. Women and Law in Classical Greece (Vrouwen en wetten in het oude Griekenland). University of North Carolina Press, Chapel Hill & London, 1990.
- Pomeroy, Sarah. Spartan Women' (Spartaanse vrouwen)'. Oxford University Press, 2002.

## Achtergrond twee koningshuizen
Sparta had een systeem van dubbele koningen, een elk uit het geslacht van de twee rivaliserende koningshuizen, naar verluidt afstammelingen van tweelingzonen van een vroege koning van Sparta.